# Hund (musikalbum)
Hund är det sjunde studioalbumet av Bo Kaspers orkester, utgivet 20 september 2006 på Sony Music/Columbia. Albumet spelades in tidigare samma år under produktion av de fyra medlemmarna, utom singeln "I samma bil", som enskilt producerades av Teddybears-medlemmen Klas Åhlund. Det uppnådde höga listplaceringar inom de nordiska länderna, med första placering på svenska albumlistan samt sjätte placering i Norge och Finland. Den 17 oktober samma år hade albumet uppnått svenskt guldcertifikat, med 20 000 sålda exemplar.
"I samma bil" uppföljdes under året av ytterligare två singlar – "En man du tyckte om" och titelspåret "Hund", dock utan några placeringar på svenska singellistan. En del utgåvor av Hund innehåller även bonusspåret "Paradiset", skriven av Rauli Somerjoki och Arja Tiainen.

## Låtlista
All musik av Bo Kaspers orkester; textförfattare inom parentes.
1. "Hund" (Bo Kasper) - 4:27
2. "En man du tyckte om" (Bo Kasper) - 4:07
3. "I samma bil" (Bo Kasper) - 3:51
4. "När du rör dig" (Bo Kasper) - 4:04
5. "Leende med kniv" (Wille Crafoord) - 3:54
6. "En dag att bli kär på" (Bo Kasper) - 4:37
7. "Som du - Som jag" (Bo Kasper) - 4:14
8. "Sen du försvann" (Bo Kasper) - 4:10
9. "En helt annan värld" (Alf) - 3:47
10. "Feber" (Bo Kasper) - 4:40
11. "Den enda som ser" (Bo Kasper/Henrik Dahl) - 4:20
12. Bonusspår: "Paradiset" (Rauli Somerjoki/Arja Tiainen) - 2:58

## Medverkande
Bo Kaspers orkester
- Bo Kasper - sång, gitarr
- Michael Malmgren - bas
- Fredrik Dahl - trummor
- Mats Asplén - keyboard

Produktion
- Producerad av Bo Kaspers orkester
- Masterad av Björn Engelmann
- Inspelad av Andreas Osslund, Klas Åhlund, Lennart Östlund, Ronny Lahti och Tom Van Heesch
- "I samma bil" producerad av Klas Åhlund och mixad av Henrik Edenhed, Lennart Östlund och Olle Olsson

## Listplaceringar
| Lista (2006-2007) | Topplacering |
| ----------------- | ------------ |
| Danmark           | 11           |
| Finland           | 6            |
| Norge             | 6            |
| Sverige           | 1            |